# Theodoor Juynboll

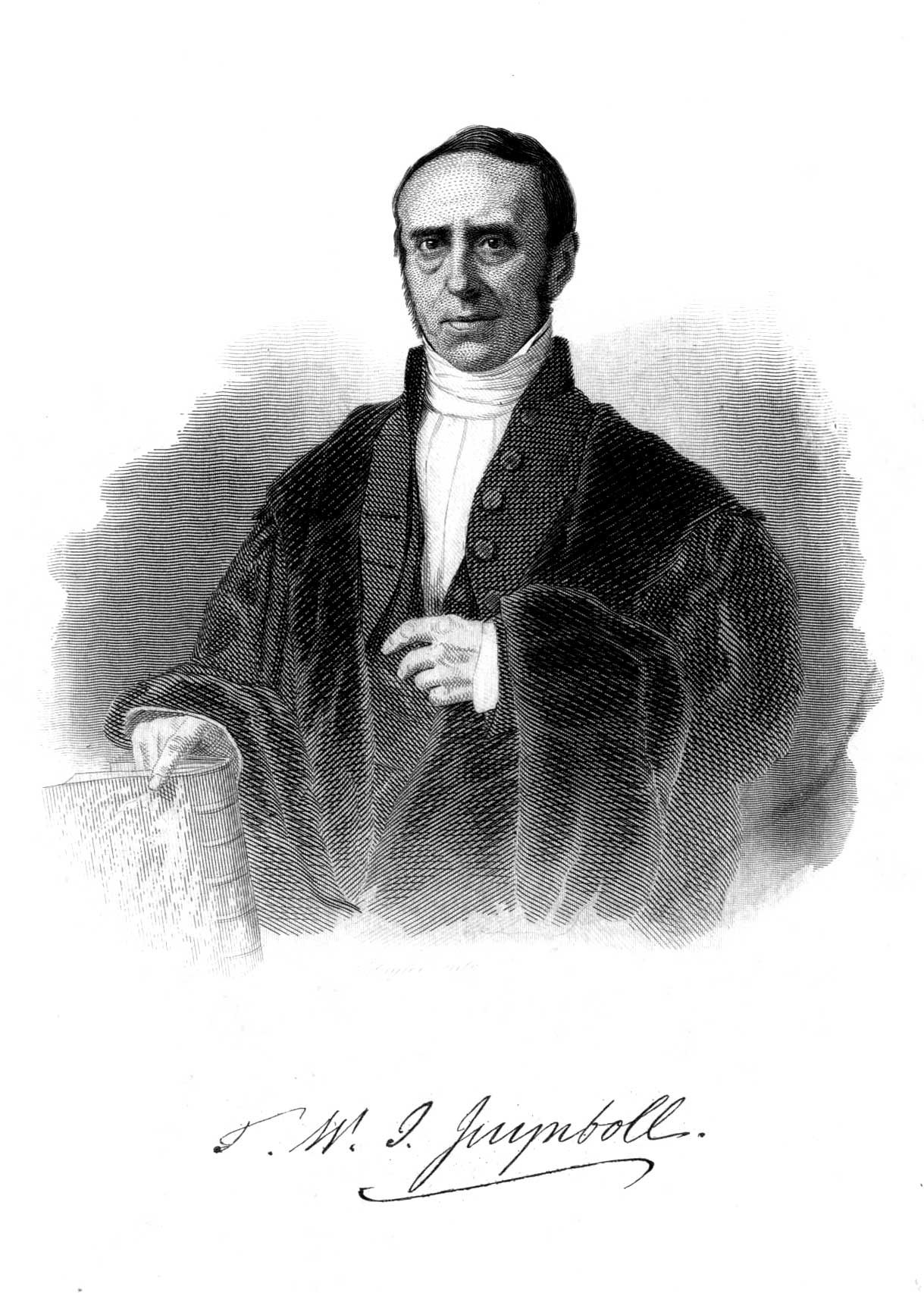
Theodoor Juynboll.

Theodoor Willem Jan (eller  Theodorus Guiliemus Johannes) Juynboll, född den 6 april 1802 i Rotterdam, död den 16 september 1861 i Leiden, var en holländsk orientalist.
Juynboll blev 1831 professor i orientaliska språk vid Ateneum i Franeker, 1841 vid universitetet i Groningen och 1845 i Leiden. Han inlade stora förtjänster om den arabiska historieforskningen och geografin liksom om bekantgörandet av den samaritanska historien och litteraturen. Bland hans skrifter märks Commentarii in historiam gentis samaritanae (1846), Liber Josuae, chronicon samaritanum, arabice conscriptum (jämte latinsk översättning, 1848) och Lexicon geographicum, cui titulis est, Marâsid al ittilâ’ ‘ala asmâ’ al-amkina wa-l-biqâ (3 band arabisk text, 1852–1854, och 3 band innehållande inledning och kommentar, 1859–1864).